# Boterbloem
Ranunculus is de botanische naam van een geslacht van planten uit de familie Ranunculaceae. Het geslacht omvat onder andere de boterbloemen en de waterranonkels. Afhankelijk van de taxonomische opvatting telt het tussen de 250 en 600 soorten.
Het zijn meestal overblijvende, kruidachtig planten met helder gele of soms witte bloemen. Als de kroonbladen wit zijn, is het centrum wel geel.
Er is een aantal eenjarige of tweejarige soorten, en enkele hebben oranje of rode bloemen.
Alle Ranunculus-soorten zijn giftig voor vee, maar hun onaangename geur zorgt dat het vee ze vanzelf laat staan.
Vergiftiging kan wel optreden wanneer boterbloemen overvloedig voorkomen in reeds afgegraasde weiden waar weinig eetbaars overgebleven is.
De giftige stoffen (vooral protoanemonine) worden grotendeels afgebroken wanneer de plant gedroogd wordt, waardoor hooi met gedroogde boterbloemen ertussen wel veilig is.
Enkele soorten worden in tuinen gehouden, waar cultivars gekweekt worden vanwege hun grote, helder gekleurde bloemen.

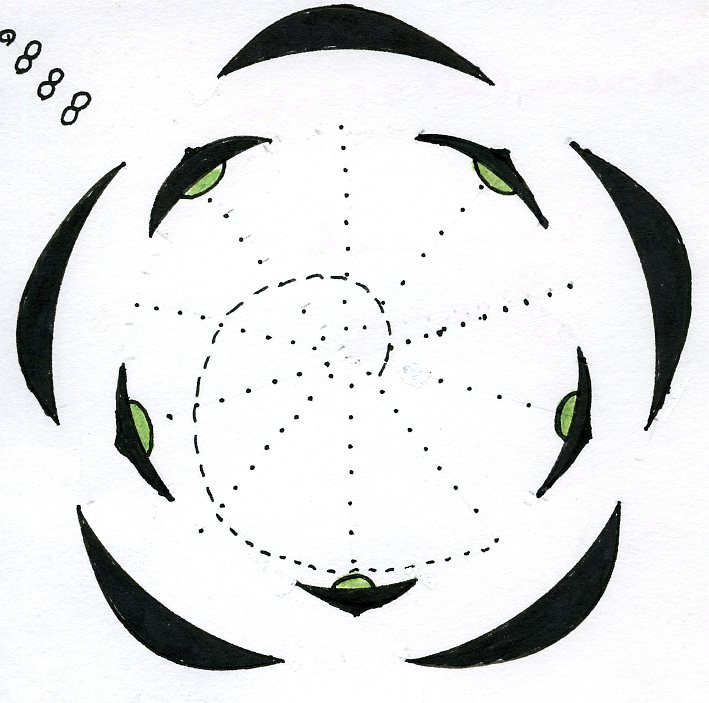
Bloemdiagram van boterbloem
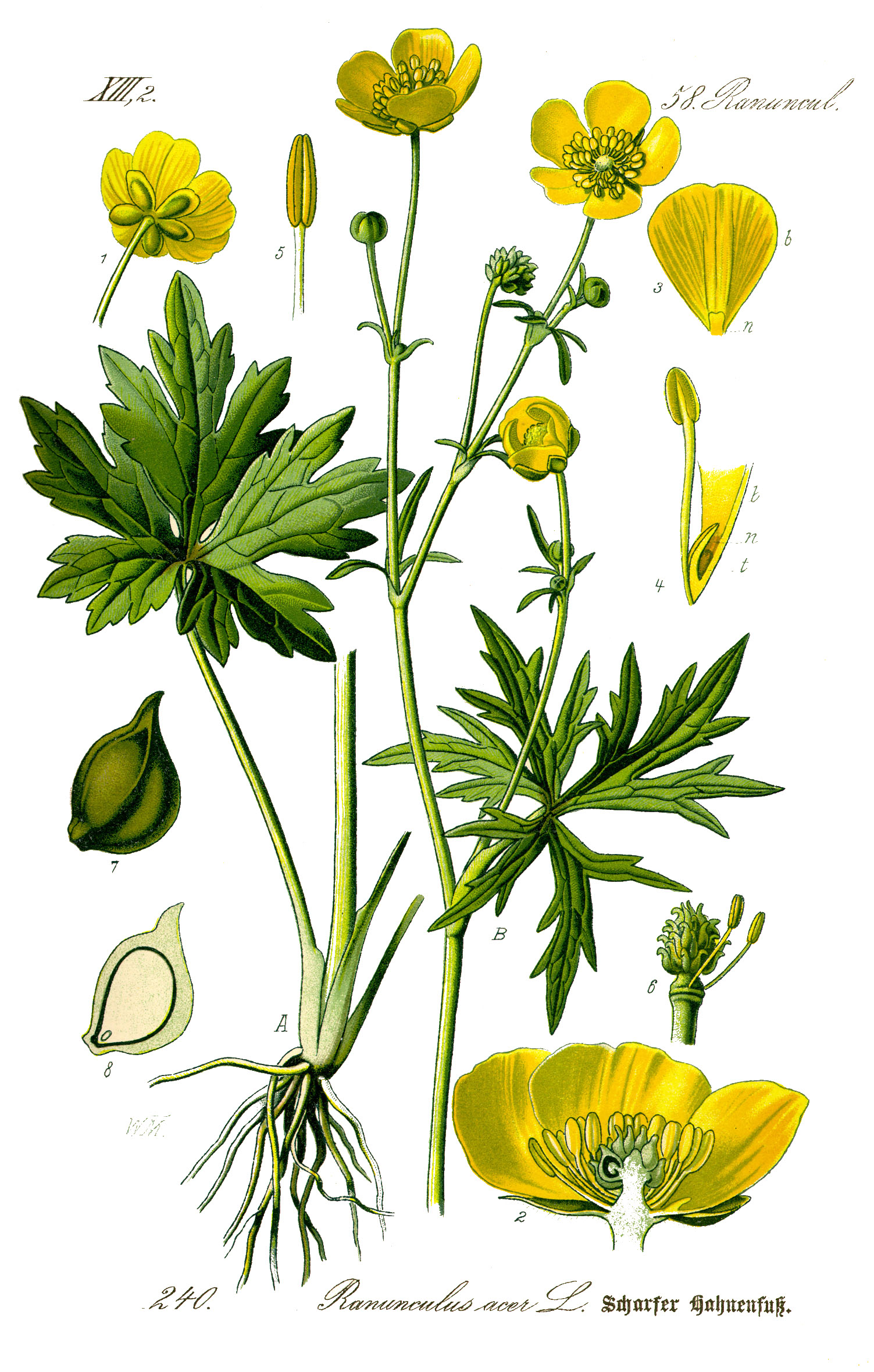
Scherpe boterbloem
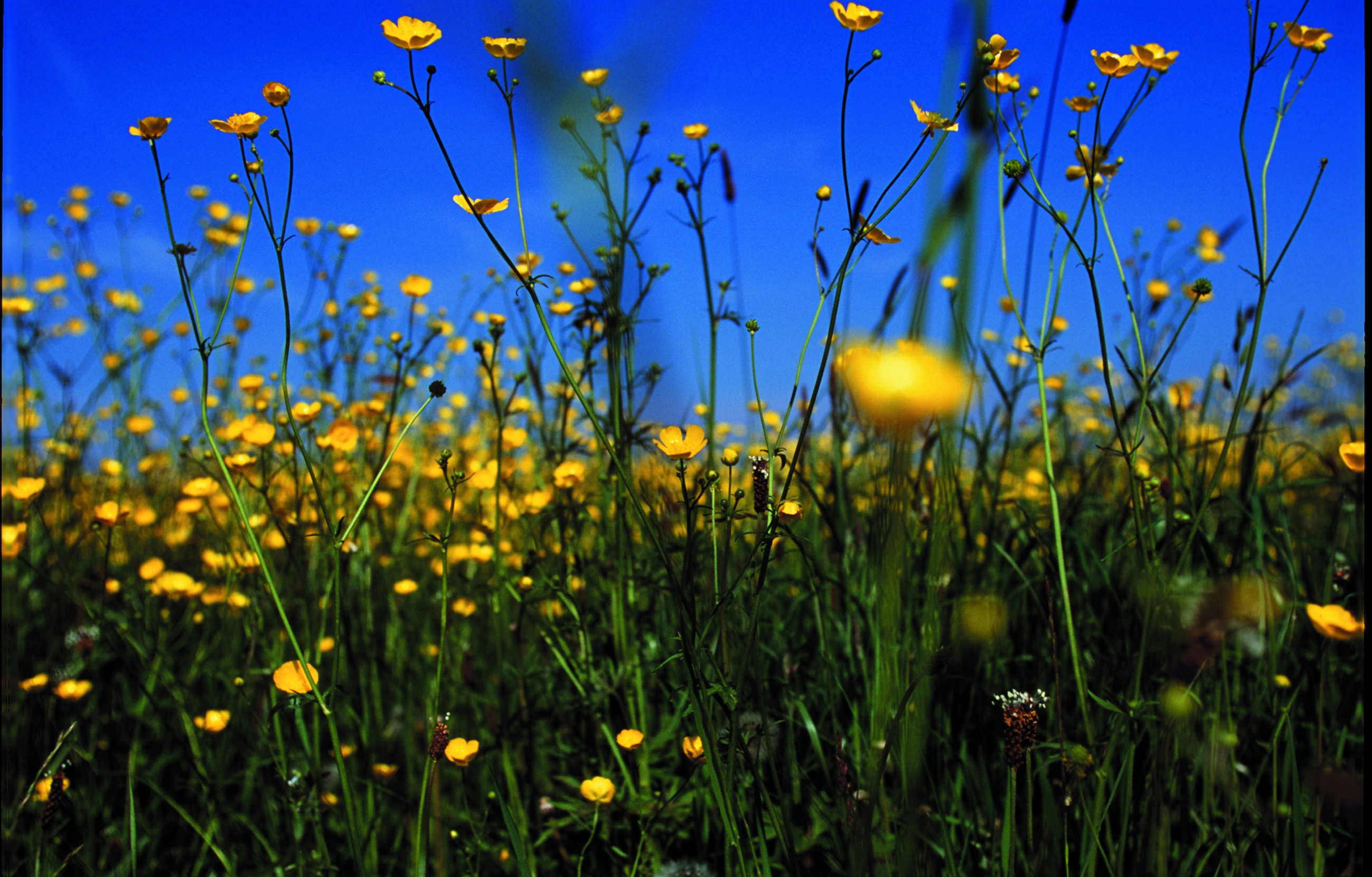
Scherpe boterbloem in grasland
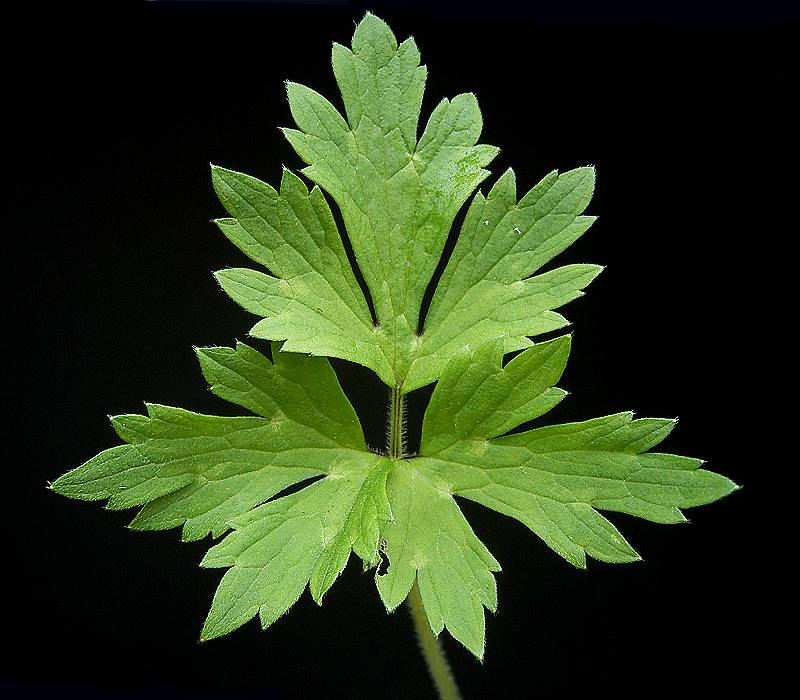
Kruipende boterbloem

## Nederlandse en Belgische soorten
- Akkerboterbloem (Ranunculus arvensis)
- Behaarde boterbloem (Ranunculus sardous)
- Blaartrekkende boterbloem (Ranunculus sceleratus)
- Bosboterbloem (Ranunculus polyanthemos subsp. nemorosus)
- Driedelige waterranonkel (Ranunculus tripartitus)
- Drijvende waterranonkel (Ranunculus omiophyllus)
- Egelboterbloem (Ranunculus flammula)
- Fijne waterranonkel (Ranunculus aquatilis)
- Gewoon speenkruid (Ranunculus ficaria subsp. bulbilifer)[1]
- Grote boterbloem (Ranunculus lingua)
- Grote waterranonkel (Ranunculus peltatus)
- Gulden boterbloem (Ranunculus auricomus)
- Kalkboterbloem (Ranunculus polyanthemos subsp. polyanthemoides)
- Kleine waterranonkel (Ranunculus trichophyllus)
- Klimopwaterranonkel (Ranunculus hederaceus)
- Knolboterbloem (Ranunculus bulbosus)
- Kruipende boterbloem (Ranunculus repens)
- Penseelbladige waterranonkel (Ranunculus penicillatus)[2]
- Scherpe boterbloem (Ranunculus acris)
- Stijve waterranonkel (Ranunculus circinatus)
- Vlottende waterranonkel (Ranunculus fluitans)
- Witte waterranonkel (Ranunculus ololeucos)
- Zilte waterranonkel (Ranunculus baudotii)
- Witte boterbloem (Ranunculus platanifolius)

## Overige soorten
- Alpenboterbloem (Ranunculus alpestris)
- Dwergboterbloem (Ranunculus pygmaeus)
- Gifboterbloem (Ranunculus thora)
- Gletsjerboterbloem of gletsjerranonkel (Ranunculus glacialis)
- Grasbladige boterbloem (Ranunculus gramineus)
- Pyrenese boterbloem (Ranunculus pyrenaeus)
- Ranonkel (Ranunculus asiaticus)
- Ranunculus kuepferi
- Ranunculus lyallii
- Ranunculus adoneus
- Ranunculus haastii

... · 
R. acris (Scherpe boterbloem) · 
R. aquatilis (Fijne waterranonkel) · 
R. aquatilis var. aquatilis · 
R. aquatilis var. diffusus (Haarbladwaterranonkel) · 
R. arvensis (Akkerboterbloem) · 
R. auricomus (Gulden boterbloem) · 
R. baudotii (Zilte waterranonkel) · 
R. bulbosus (Knolboterbloem) · 
R. circinatus (Stijve waterranonkel) · 
R. flammula (Egelboterbloem) · 
R. fluitans (Vlottende waterranonkel) · 
R. glacialis (Gletsjerboterbloem) · 
R. gramineus (Grasbladige boterbloem) · 
R. hederaceus (Klimopwaterranonkel) · 
R. kuepferi · 
R. lingua (Grote boterbloem) · 
R. lyallii · 
R. ololeucos (Witte waterranonkel) · 
R. omiophyllus (Drijvende waterranonkel) · 
R. peltatus (Grote waterranonkel) · 
R. penicillatus (Penseelbladige waterranonkel) · 
R. platanifolius (Witte boterbloem) · 
R. polyanthemos · 
R. polyanthemos subsp. nemorosus (Bosboterbloem) · 
R. polyanthemos subsp. polyanthemoides (Kalkboterbloem) · 
R. pygmaeus (Dwergboterbloem) · 
R. pyrenaeus (Pyrenese boterbloem) · 
R. repens (Kruipende boterbloem) · 
R. sardous (Behaarde boterbloem) · 
R. sceleratus (Blaartrekkende boterbloem) · 
R. trichophyllus (Kleine waterranonkel) · 
R. thora (Gifboterbloem) · 
R. tripartitus (Driedelige waterranonkel) · 
...
... · Aconitum (Monnikskap) · Actaea · Adonis · Aquilegia (Akelei) · Anemone (Anemoon) · Caltha (Dotterbloem) · Clematis · Consolida (Ridderspoor) · Delphinium (Ridderspoor) · Eranthis · Helleborus (Nieskruid) · Hepatica · Myosurus · Nigella (Nigelle) · Pulsatilla · Ranunculus (Boterbloem) · Thalictrum (Ruit) · Trollius · ...